# Michotamia indiana
Michotamia indiana är en tvåvingeart som beskrevs av Joseph och Parui 1981. Michotamia indiana ingår i släktet Michotamia och familjen rovflugor. Inga underarter finns listade i Catalogue of Life.